# Campeonato Nacional de Argelia 2023-24
El Campeonato Nacional de Argelia 2023-24 fue la 60.° de la Championnat National de Première Division, la máxima categoría del fútbol profesional de Argelia. La temporada comenzó el 15 de septiembre de 2023 y terminó el 14 de junio de 2024.

## Equipos participantes
| Equipo         | Ciudad      | Estadio                                                 | Capacidad     |
| -------------- | ----------- | ------------------------------------------------------- | ------------- |
| ASO Chlef      | Chlef       | Stade Mohamed-Boumezrag                                 | 18 000        |
| CR Belouizdad  | Argel       | Estadio 20 Août 1955 Estadio 5 de julio de 1962         | 10 000 64 000 |
| CS Constantine | Constantina | Estadio Ramadane Ben Abdelmalek Estadio Chahid Hamlaoui | 13 000 22 968 |
| ES Ben Aknoun  | Argel       | Estadio 20 de agosto de 1955                            | 10 000        |
| ES Sétif       | Sétif       | Estadio 8 de Mayo de 1945                               | 25 000        |
| JS Kabylie     | Tizi Ouzou  | Estadio 1 de Noviembre de 1954                          | 20 000        |
| JS Saoura      | Béchar      | Estadio 20 de Agosto de 1955                            | 20 000        |
| MC Alger       | Argel       | Estadio Omar Benrabah Estadio 5 de julio de 1962        | 8000 64 000   |
| MC El Bayadh   | El Bayadh   | Estadio Zakaria Medjdoub                                | 15 000        |
| MC Oran        | Orán        | Estadio Miloud Hadefi Estadio Ahmed Zabana              | 40 143 40 000 |
| NC Magra       | Magra       | Estadio Hermanos Boucheligue                            | 8000          |
| Paradou AC     | Argel       | Estadio Omar Benrabah                                   | 8000          |
| US Biskra      | Biskra      | Estadio 18 de febrero                                   | 24 000        |
| USM Alger      | Argel       | Estadio Omar Benrabah Estadio 5 de julio de 1962        | 8000 64 000   |
| USM Khenchela  | Jenchela    | Estadio Amar Hamam                                      | 8000          |
| US Souf        | El Oued     | Estadio 1 de Noviembre de 1954                          | 7000          |

## Desarrollo

### Clasificación
| Pos. | Equipo            | Pts. | PJ | G  | E  | P  | GF | GC | Dif. | Clasificación o descenso 2024-25 |
| ---- | ----------------- | ---- | -- | -- | -- | -- | -- | -- | ---- | -------------------------------- |
| 1    | MC Alger (C)      | 65   | 30 | 19 | 8  | 3  | 55 | 20 | +35  | Liga de Campeones de la CAF      |
| 2    | CR Belouizdad     | 53   | 30 | 15 | 8  | 7  | 37 | 20 | +17  | Liga de Campeones de la CAF      |
| 3    | CS Constantine    | 53   | 30 | 15 | 8  | 7  | 46 | 30 | +16  | Copa Confederación de la CAF     |
| 4    | USM Alger         | 49   | 30 | 15 | 4  | 11 | 40 | 32 | +8   | Copa Confederación de la CAF     |
| 5    | ES Sétif          | 48   | 30 | 14 | 6  | 10 | 37 | 37 | 0    |                                  |
| 6    | Paradou AC        | 42   | 30 | 11 | 9  | 10 | 36 | 22 | +14  |                                  |
| 7    | JS Kabylie        | 42   | 30 | 10 | 12 | 8  | 33 | 27 | +6   |                                  |
| 8    | ASO Chlef         | 41   | 30 | 11 | 8  | 11 | 41 | 40 | +1   |                                  |
| 9    | JS Saoura         | 40   | 30 | 11 | 7  | 12 | 34 | 37 | −3   |                                  |
| 10   | USM Khenchela     | 39   | 30 | 11 | 6  | 13 | 33 | 39 | −6   |                                  |
| 11   | MC El Bayadh      | 38   | 30 | 10 | 8  | 12 | 29 | 30 | −1   |                                  |
| 12   | NC Magra          | 38   | 30 | 9  | 11 | 10 | 30 | 32 | −2   |                                  |
| 13   | MC Oran           | 36   | 30 | 9  | 9  | 12 | 26 | 33 | −7   |                                  |
| 14   | US Biskra         | 36   | 30 | 9  | 9  | 12 | 25 | 34 | −9   |                                  |
| 15   | ES Ben Aknoun (D) | 32   | 30 | 8  | 8  | 14 | 32 | 37 | −5   | Descenso a Ligue 2               |
| 16   | US Souf (D)       | 7    | 30 | 2  | 1  | 27 | 22 | 86 | −64  | Descenso a Ligue 2               |

 Fuente: the-sports.org
Criterios de clasificación: Puntos · Enfrentamientos directos · Diferencia de goles · Goles a favor · Puntos fair-play · Play-off.

### Resultados
| Local \ Visitante | ASO | CRB | CSS | EBA | ESS | JSK | JSS | MCA | MCB | MCO | NCM | PAC | USB | USA | USK | USS |
| ----------------- | --- | --- | --- | --- | --- | --- | --- | --- | --- | --- | --- | --- | --- | --- | --- | --- |
| ASO Chlef         | —   | 0–0 | 1–0 | 2–1 | 2–1 | 1–1 | 1–2 | 0–1 | 2–1 | 2–0 | 2–2 | 1–1 | 2–1 | 0–1 | 4–1 | 2–0 |
| CR Belouizdad     | 0–1 | —   | 2–1 | 1–0 | 2–1 | 1–0 | 3–1 | 0–0 | 1–0 | 2–0 | 1–0 | 1–1 | 4–0 | 0–1 | 2–3 | 2–0 |
| CS Constantine    | 3–1 | 1–1 | —   | 1–1 | 1–2 | 2–0 | 3–0 | 2–1 | 2–1 | 1–1 | 0–1 | 2–1 | 1–1 | 1–1 | 2–0 | 3–0 |
| ES Ben Aknoun     | 2–2 | 1–1 | 0–1 | —   | 1–0 | 2–3 | 2–0 | 2–3 | 1–1 | 2–1 | 3–1 | 0–1 | 2–1 | 1–2 | 3–2 | 0–1 |
| ES Sétif          | 0–0 | 1–3 | 2–1 | 1–1 | —   | 1–0 | 2–1 | 1–0 | 2–1 | 1–0 | 0–0 | 2–1 | 2–2 | 2–1 | 2–1 | 3–0 |
| JS Kabylie        | 2–1 | 0–1 | 0–0 | 1–0 | 0–1 | —   | 1–1 | 1–1 | 0–0 | 3–1 | 1–0 | 0–0 | 1–1 | 1–0 | 0–0 | 3–2 |
| JS Saoura         | 3–2 | 1–2 | 2–2 | 1–0 | 0–0 | 3–2 | —   | 0–1 | 0–0 | 1–1 | 2–1 | 2–1 | 1–0 | 2–1 | 0–1 | 6–0 |
| MC Alger          | 6–3 | 0–0 | 2–0 | 4–0 | 5–3 | 1–1 | 4–0 | —   | 2–0 | 3–2 | 4–0 | 1–0 | 1–0 | 1–0 | 3–0 | 3–0 |
| MC El Bayadh      | 1–0 | 2–1 | 1–0 | 1–0 | 3–0 | 1–1 | 0–1 | 0–0 | —   | 0–1 | 0–2 | 1–0 | 2–1 | 1–1 | 1–0 | 4–0 |
| MC Oran           | 1–1 | 1–0 | 1–4 | 1–0 | 4–1 | 1–3 | 1–1 | 0–2 | 2–0 | —   | 0–0 | 2–0 | 0–1 | 1–0 | 1–0 | 2–1 |
| NC Magra          | 1–1 | 0–0 | 2–3 | 3–1 | 0–1 | 0–1 | 1–0 | 0–0 | 1–1 | 1–1 | —   | 2–0 | 2–1 | 2–3 | 1–1 | 1–0 |
| Paradou AC        | 2–3 | 0–1 | 0–0 | 0–0 | 1–0 | 0–0 | 0–0 | 0–1 | 1–0 | 1–0 | 0–0 | —   | 0–0 | 1–0 | 2–0 | 6–0 |
| US Biskra         | 2–0 | 0–0 | 0–1 | 1–1 | 2–2 | 1–0 | 2–1 | 1–0 | 0–0 | 0–0 | 0–1 | 0–5 | —   | 1–0 | 2–1 | 3–1 |
| USM Alger         | 2–1 | 2–1 | 1–2 | 0–2 | 2–0 | 2–2 | 2–1 | 0–0 | 2–1 | 2–0 | 3–1 | 1–5 | 1–0 | —   | 3–0 | 3–0 |
| USM Khenchela     | 2–0 | 2–1 | 1–2 | 0–0 | 1–0 | 2–1 | 1–0 | 1–1 | 2–0 | 0–0 | 2–2 | 1–2 | 0–1 | 1–0 | —   | 2–0 |
| US Souf           | 0–2 | 0–3 | 3–4 | 0–3 | 1–3 | 0–4 | 0–1 | 3–4 | 4–5 | 0–0 | 0–2 | 1–4 | 2–0 | 1–3 | 2–5 | —   |

## Goleadores
- Actualizado el 14 de junio de 2024.[2]

| Pos. | Goleador         | Equipo         | Goles |
| ---- | ---------------- | -------------- | ----- |
| 1    | Youcef Belaïli   | MC Alger       | 14    |
| 1    | Ismaïl Belkacemi | USM Alger      | 14    |
| 3    | Brahim Dib       | CS Constantine | 12    |
| 3    | Yawo Agbagno     | ASO Chlef      | 12    |
| 5    | Zakaria Naidji   | MC Alger       | 11    |